# Raised Fist
Raised Fist é uma banda Sueca de hardcore punk, formada em 1993.

## História
O nome "Raised Fist" veio como uma ideia da música "Know your enemy" do Rage Against the Machine, onde parte da letra são as seguintes: "Born  with an insight and a raised fist..." A banda tornou-se mais bem sucedida ao longo dos anos, com a sua música agressiva e vocal hoje considerada como uma das mais enérgicas atuações ao vivo. Como exemplo de sua ascensão, a banda tocou no escandinavo Festival de Roskilde em 2004. A banda é formada atualmente por cinco membros, onde o último recém-chegado é o baterista Matte Modin (ex-Dark Funeral). Apesar da banda ter crescido e se estabelecido internacionalmente ao longo dos anos, o numero de lançamentos de discos e apresentações ao vivo são limitadas.

## Aparições
O vocalista Alexander apareceu em uma entrevista na televisão sueca TV4, onde ele critica a Directiva relativa ao respeito dos direitos de propriedade intelectual nos países da União Europeia.

## Membros

### Atuais
- Alexander "Alle" Hagman – Vocal
- Jimmy Tikkanen – Guitarra
- Daniel Holmgren – Guitarra
- Matte Modin –  Bateria
- Andreas "Josse" Johansson – Baixo

### Ex-Integrantes
- Marco Eronen - Guitarra
- Oskar Karlsson –  Bateria
- Peter "Pita" Karlsson -  Bateria
- Petri "Pecka" Rönnberg - Guitarra
- "Peson" - Guitarra

## Discografia

### Álbuns de estúdio
- Fuel (1998)
- Ignoring the Guidelines (2000)
- Dedication (2002)
- Sound of the Republic (2006)
- Veil of Ignorance (2009)
- From the North (2015)
- Anthems (2019)

### EPs
- You're Not Like Me (1994)
- Stronger Than Ever (1996)

### Compilações
- Heartattack Vol. 1: Burning Heart Compilation (Disc 2)
- Watch Your Step (2001)
- Punk-O-Rama 6, 8
- Cheap Shots 1,2,3,4
- Hardcore for Syria